# 고용없는 성장
고용없는 성장(雇用-成長, 영어: jobless growth, jobless recovery)은 경제는 성장하지만 고용은 늘어나지 않는 현상을 일컫는다. 기업이 돈을 벌면 고용이나 노동자 복지에 쓰는 것이 아니라 설비 자동화(예를 들면 극장이 돈을 벌면 티켓을 파는 기계를 두어 종업원 수를 줄이는 현상)에 쓰기 때문에 고용은 늘지 않는다.

## 같이 보기
- 경기
- 투자
- 고용감소 성장
- 산업공동화
- 중소기업
- 노동의 종말(The End of Work)
- 고용률
- 실업
- 제러미 리프킨
- 재러드 다이아몬드